# Sasha Mitchell
Sasha Mitchell (Los Angeles, Kalifornia, 1967. július 27. –) amerikai színész, egykori Calvin Klein-modell.
Legismertebb szerepei közé tartozik Cody Lambert, az Egyről a kettőre című televíziós sorozatban, James Richard Beaumont a Dallasban és David Sloane a Kickboxer-filmekben.

## Fiatalkora és pályafutása
Nővérével, Marissával együtt Manhattanben, illetve Los Angelesben nőtt fel, orosz-zsidó származású családban. Apja Sherwin a divatszakmában dolgozott, anyja, Renée pedig háztartásbeliként tevékenykedett. Tizenöt éves korától katonai iskolába járt két évig, majd a Bernard M. Baruch College hallgatója lett, ahol egy fényképész barátja felvételeket készített róla. A képek több modellügynökség figyelmét is felkeltették, pár hónapon belül Mitchell a Calvin Klein modelljeként helyezkedett el.
Karrierjét a Dallas-ban kezdte, mint Jockey Ewing törvénytelen fia, James Beaumont. 1991-ben a Jean-Claude Van Damme főszereplésével készült Kickboxer folytatásában, a Kickboxer 2. – Az út visszafelé című filmben tűnt fel, majd további két folytatást is elvállalt. Ugyanebben az évben kezdődött az Egyről a kettőre című sorozat forgatása is, melyben Cody Lambert szerepét kapta. Ebben a sorozatban együtt játszott Patrick Duffyval, aki a Dallasban a nagybátyját alakította.
Mitchell ezután főként közvetlenül videóra kiadott filmekben, illetve sorozatok epizódszerepeiben (JAG – Becsületbeli ügyek, Vészhelyzet) volt látható.

## Magánélete
Elvált, feleségétől, Jeannette-től három kislánya született (Pavlina, Caroline és Jocelyn Mitchell). 1996-ban Mitchellt elítélték terhes felesége kétrendbeli bántalmazásáért, 25 ezer dolláros óvadék fejében engedték szabadlábra.

## Filmográfia
| Év   | Magyar cím                         | Eredeti cím                       | Szerep       | Magyar hang        |
| ---- | ---------------------------------- | --------------------------------- | ------------ | ------------------ |
| 1987 | Gyalázat vagy halál                | Death Before Dishonor             | Ruggieri     | Fekete Zoltán      |
| 1991 | Kickboxer 2. – Az út visszafelé    | Kickboxer 2: The Road Back        | David Sloane | Széles László      |
| 1991 | Kickboxer 2. – Az út visszafelé    | Kickboxer 2: The Road Back        | David Sloane | Bor Zoltán         |
| 1992 | Kickboxer 3. – A küzdés művészete  | Kickboxer 3: The Art of War       | David Sloane | Bor Zoltán         |
| 1994 | Kickboxer 4. – Az agresszor        | Kickboxer 4: The Aggressor        | David Sloane | Csankó Zoltán      |
| 1994 | Kickboxer 4. – Az agresszor        | Kickboxer 4: The Aggressor        | David Sloane | Galambos Péter     |
| 1999 |                                    | Class of 1999 II: The Substitute  | John Bolen   |                    |
| 2000 |                                    | Gangland                          | Derek        |                    |
| 2000 | Nyomd a lóvét!                     | Luck of the Draw                  | Buddy        | Megyeri János      |
| 2000 | Nyomd a lóvét!                     | Luck of the Draw                  | Buddy        | Lélek Sándor Tibor |
| 2001 | Bunyó a hunyó                      | Slammed                           | Slammer      | Rékasi Károly      |
| 2003 |                                    | The Failures                      | Reflexor     |                    |
| 2003 | Kis nagy színész                   | Dickie Roberts: Former Child Star | dühös sofőr  |                    |
| 2010 | Vámpírok alkonya                   | Tales of an Ancient Empire        | Rodrigo      |                    |
| 2018 | Amit nem akarsz tudni a szüleidről | Drunk Parents                     | Shope        |                    |

### Televíziós szerepek
| Év        | Cím                                          | Eredeti cím                      | Szerep                       | Megjegyzések         |
| --------- | -------------------------------------------- | -------------------------------- | ---------------------------- | -------------------- |
| 1986      |                                              | Pleasures                        | Antonio                      | tévéfilm             |
| 1986      | Egy kórház magánélete                        | St. Elsewhere                    | Southie                      | 1 epizód             |
| 1987      |                                              | Rags to Riches                   | The Duke                     | 1 epizód             |
| 1987      |                                              | Not Quite Human                  | Bryan Skelly                 | tévéfilm             |
| 1989      |                                              | The Flamingo Kid                 | Jeffery Willis               | televíziós rövidfilm |
| 1989      | Apád, anyád idejöjjön! 3.: Hawaii mézeshetek | Parent Trap: Hawaiian Honeymoon  | Jack                         | tévéfilm             |
| 1989–1991 | Dallas                                       | Dallas                           | James Richard Beaumont Ewing | 39 epizód            |
| 1991–1998 | Egyről a kettőre                             | Step by Step                     | Cody Lambert                 | 114 epizód           |
| 1994      |                                              | ABC Sneak Peek with Step by Step | Cody Lambert                 | tévéfilm             |
| 1998      | Szerelemhajó                                 | The Love Boat: The Next Wave     | Ron                          | 1 epizód             |
| 2000      |                                              | This Is How the World Ends       | rendőr                       | tévéfilm             |
| 2002      | JAG – Becsületbeli ügyek                     | JAG                              | Curry parancsnok             | 1 epizód             |
| 2004–2005 | Vészhelyzet                                  | ER                               | pultos / Patrick             | 4 epizód             |
| 2005      | New York rendőrei                            | NYPD Blue                        | Darian Lasalle               | 1 epizód             |
| 2015      |                                              | Frontlines                       | Samuels százados             | tévéfilm             |

## Fordítás
- Ez a szócikk részben vagy egészben  a   Sasha Mitchell című angol Wikipédia-szócikk fordításán alapul.  Az eredeti cikk szerkesztőit annak laptörténete sorolja fel. Ez a jelzés csupán a megfogalmazás eredetét és a szerzői jogokat jelzi, nem szolgál a cikkben szereplő információk forrásmegjelöléseként.